# Bộ Giao thông và Công chính (Campuchia)
Bộ Giao thông và Công chính (tiếng Khmer: ក្រសួងសាធារណការ និងដឹកជញ្ជូន) là một bộ của chính phủ chịu trách nhiệm chủ quản các công trình công cộng và giao thông vận tải ở Campuchia. Bộ này được giao nhiệm vụ "xây dựng, duy trì và quản lý tất cả các cơ sở hạ tầng giao thông vận tải như đường bộ, cầu, cảng, đường sắt, đường thủy và công trình kiến trúc" trên toàn quốc. Trụ sở của Bộ tọa lạc tại địa chỉ số 598 đường Chea Sophara, Phnôm Pênh.

## Tổ chức
| Cơ cấu tổ chức                                        | Cơ cấu tổ chức                                                    |
| ----------------------------------------------------- | ----------------------------------------------------------------- |
| Tổng cục Hành chính Tài vụ                            | Cục Hành chính                                                    |
| Tổng cục Hành chính Tài vụ                            | Cục Nhân sự                                                       |
| Tổng cục Hành chính Tài vụ                            | Cục Tài chính                                                     |
| Tổng cục Hành chính Tài vụ                            | Cục Hợp tác Quốc tế                                               |
| Tổng cục Hành chính Tài vụ                            | Cục Pháp chế                                                      |
| Tổng cục Kế hoạch và Chính sách                       | Cục Kế hoạch                                                      |
| Tổng cục Kế hoạch và Chính sách                       | Cục Quản lý Hệ thống Thông tin                                    |
| Tổng cục Kế hoạch và Chính sách                       | Cục Chính sách                                                    |
| Tổng cục Kế hoạch và Chính sách                       | Cục Giám sát và Đánh giá                                          |
| Tổng cục Kỹ thuật                                     | Cục Hạ tầng Đường bộ                                              |
| Tổng cục Kỹ thuật                                     | Cục Hạ tầng Công cộng                                             |
| Tổng cục Kỹ thuật                                     | Cục Kỹ thuật                                                      |
| Tổng cục Kỹ thuật                                     | Viện Đào tạo Kỹ thuật Quốc gia                                    |
| Tổng cục Công chính                                   | Cục Đường Cao tốc, Cầu và Đầu tư                                  |
| Tổng cục Công chính                                   | Cục Hệ thống và Kỹ thuật Thoát nước                               |
| Tổng cục Công chính                                   | Cục Trang thiết bị và Công trình Đường bộ                         |
| Tổng cục Công chính                                   | Cục Sửa chữa và Bảo trì                                           |
| Tổng cục Giao thông Vận tải                           | Cục Vận tải Đường bộ                                              |
| Tổng cục Giao thông Vận tải                           | Cục An toàn Đường bộ                                              |
| Tổng cục Giao thông Vận tải                           | Cục Giao thông Công cộng Đô thị                                   |
| Tổng cục Giao thông Đường thủy, Hàng hải và Cảng biển | Cục Vận tải Đường thủy                                            |
| Tổng cục Giao thông Đường thủy, Hàng hải và Cảng biển | Cục Vận tải Hàng hải                                              |
| Tổng cục Giao thông Đường thủy, Hàng hải và Cảng biển | Cục Cảng vụ                                                       |
| Tổng cục Giao thông Đường thủy, Hàng hải và Cảng biển | Cục Hạ tầng Đường thủy và Xây dựng Cảng                           |
| Tổng cục Hậu cần                                      | Cục Thông tin Hậu cần                                             |
| Tổng cục Hậu cần                                      | Cục Hậu cần                                                       |
| Tổng cục Hậu cần                                      | Cục Hợp tác Hậu cần                                               |
| Tổng cục Hậu cần                                      | Cục Báo cáo Khảo sát                                              |
| Tổng Thanh tra                                        | Cục Công nghệ Thông tin và Quan hệ công chúng                     |
| Tổng Thanh tra                                        | Công đoàn Giám sát Tài chính                                      |
| Tổng Thanh tra                                        | Cục Kiểm toán Nội bộ                                              |
| Tổng Thanh tra                                        | Cục Đường sắt                                                     |
| Tổng Thanh tra                                        | Công đoàn Đấu thầu                                                |
| Cảng vụ                                               | Cảng tự trị Sihanoukville                                         |
| Cảng vụ                                               | Cảng tự trị Phnôm Pênh                                            |
| Cơ quan khác                                          | Viện Giao thông và Công chính Techo Sen                           |
| Cơ quan khác                                          | Sở Giao thông và Công chính Tỉnh, Thành phố trực thuộc Trung ương |
| Cơ quan khác                                          | Cục Vận tải Biển và Môi giới Campuchia (KAMSAB)                   |
| Cơ quan khác                                          | Phòng thí nghiệm Xây dựng và Công chính                           |